# Нора (Іллінойс)
Нора (англ. Nora) — селище (англ. village) в США, в окрузі Джо-Дейвісс штату Іллінойс. Населення — 107 осіб (2020).

## Географія
Нора розташована за координатами 42°27′23″ пн. ш. 89°56′44″ зх. д. / 42.45639° пн. ш. 89.94556° зх. д. (42.456323, -89.945465).  За даними Бюро перепису населення США в 2010 році селище мало площу 2,35 км², уся площа — суходіл. В 2017 році площа становила 2,15 км², уся площа — суходіл.

## Демографія
Згідно з переписом 2010 року, у селищі мешкала 121 особа в 52 домогосподарствах у складі 30 родин. Густота населення становила 51 особа/км².  Було 64 помешкання (27/км²).
Расовий склад населення:
| - 98,3 % — білих |

До двох чи більше рас належало 1,7 %. Частка іспаномовних становила 2,5 % від усіх жителів.
За віковим діапазоном населення розподілялося таким чином: 26,4 % — особи молодші 18 років, 59,6 % — особи у віці 18—64 років, 14,0 % — особи у віці 65 років та старші. Медіана віку мешканця становила 41,8 року. На 100 осіб жіночої статі у селищі припадало 116,1 чоловіків;  на 100 жінок у віці від 18 років та старших — 117,1 чоловіків також старших 18 років.
Середній дохід на одне домашнє господарство  становив 49 824 долари США (медіана — 51 875), а середній дохід на одну сім'ю — 69 200 доларів (медіана — 65 313). За межею бідності перебувало 12,4 % осіб, у тому числі 0,0 % дітей у віці до 18 років та 0,0 % осіб у віці 65 років та старших.
Цивільне працевлаштоване населення становило 44 особи. Основні галузі зайнятості: виробництво — 20,5 %, сільське господарство, лісництво, риболовля — 15,9 %, фінанси, страхування та нерухомість — 13,6 %, будівництво — 11,4 %.